# Ferrocarril del Corcovado

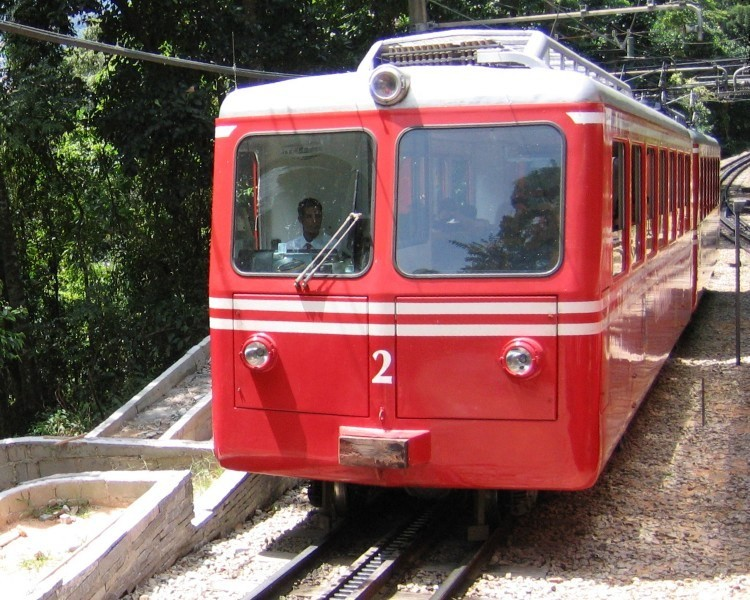
Tren do Corcovado.

El Ferrocarril del Corcovado, conocido también como el «Tren de Corcovado», es una línea de ferrocarril situada en Río de Janeiro. La línea comienza en Cosme Velho y va hasta la cumbre del Cerro del Corcovado, a una altitud de 710 m s. n. m. (2330 pies). La cumbre es conocida por la famosa estatua del Cristo Redentor y de la vista aérea de varias playas de Río de Janeiro.
La línea tiene 3,8 km (2,4 millas) de longitud. Para superar la inclinación, el ferrocarril funciona con el sistema de cremallera Riggenbach; la trocha es de 1000 mm. La línea fue inaugurada por el Emperador Don Pedro II el 9 de octubre de 1884, fue considerado un suceso extraordinario de la ingeniería en su época y es más antiguo que el monumento del Cristo Redentor, ya que sirvió para transportar, durante cuatro años, las piezas para el montaje de la estatua. Originalmente utilizando la tracción a vapor, en 1910 se instaló el sistema de tracción eléctrica, convirtiéndose en un sistema pionero en el Brasil. En 1980 se mejoró la línea con la compra de trenes de la empresa SLM, con sede en la ciudad de Winterthur, Suiza.
La línea de ferrocarril de Corcovado es uno de los pocos que aún utilizan un proceso sistema trifásico de energía eléctrica por catenaria doble a 800 V, 60 Hz.
Hay cuatro trenes de dos coches cada uno. El viaje dura aproximadamente 20 minutos y sale cada media hora, lo que da una capacidad de 360 pasajeros por hora. Debido a la limitada capacidad, la espera a la entrada de la estación puede ser de varias horas. La línea opera diariamente, desde las 8:00 hasta las 18:30.
Este tren lo han tomado muchos personajes famosos, incluidos en 1934, el Secretario de Estado de la Santa Sede en esa época, Eugenio Pacelli, que cinco años después sería el Papa Pío XII, así como el Papa Juan Pablo II, Alberto Santos Dumont, Albert Einstein y Diana, Princesa de Gales.

## Estaciones
- Corcovado
- Paineiras
- Cristo Redentor